# 인치
인치(inch)는 야드파운드법과 미국 단위계의 길이 단위이다. 세계적으로 통용되는 표준 1 인치는 정확히 2.54 센티미터이고 1 피트의 1/12로 정의된다. in 또는 ''로 나타내기도 한다.

## 어원
인치는 one twelveth를 뜻하는 라틴어 unica에서 비롯되었다. 이는 옛 영어의 unce와 ynche로 파생되었는데, unce는 온스로, ynche는 inch(인치)로 각각 파생되었다.
사람의 엄지손가락의 너비와 같은 길이로 정해지는 것에서 유래했다.
과거 1인치의 길이는 시대에 따라 다르게 정의되기도 했다. 현재의 길이인 2.54 센티미터로 확정된 것은 1959년의 일이다.

## 다른 단위와의 비교
1 인치(표준)는 다음과 동일하다:
- 2.54 센티미터 (1 인치 = 2.54 cm)
- 25.4 밀리미터 (1 인치 =  25.4 mm)
- ⁠1/12⁠ = 0.8333 피트
- ⁠1/36⁠ = 0.2777 야드
- 10000 '텐스(tenth)'[a]
- 1000 도우(thou)[b] = mil[c]
- 100 포인트[d] = gries[e]
- 72 포스트스크립트 포인트[f]
- 10,[g][e] 12,[h] = 40[i] 라인
- 6 컴퓨터 파이카[j]
- 3 발리콘[k]
- 0.999998 US 서베이 인치
- ⁠1/3⁠ = 0.333 팜
- ⁠1/4⁠ = 0.25 핸드[l]

## 같이 보기
- 영국 단위계
- 제곱인치